# Psachná
Psachná är en kommunhuvudort i Grekland.   Den ligger i prefekturen Nomós Evvoías och regionen Grekiska fastlandet, i den östra delen av landet, 70 km norr om huvudstaden Aten. Psachná ligger 21 meter över havet och antalet invånare är 5 828. Den ligger på ön Euboia.
Terrängen runt Psachná är kuperad åt nordost, men åt sydväst är den platt. En vik av havet är nära Psachná åt sydväst. Runt Psachná är det ganska tätbefolkat, med 75 invånare per kvadratkilometer. Närmaste större samhälle är Chalkída, 13,6 km söder om Psachná. Trakten runt Psachná består till största delen av jordbruksmark.